# Umoya
Umoya (Умоя — с суахили на рус. Единство) — регги-группа нового поколения, которая сохранила оригинальный дух регги-музыки, но, смешивая его с другими музыкальных стилями, нашла свои уникальные формы выражения. Музыкальное разнообразие группы охватывает спектр от традиционных супертяжёлого рутс-регги и любителей рока до современных танцевальных стилей, сохраняя при этом непрерывность звука. Umoya является интересным сочетанием музыкантов из Ямайки, Англии, Германии и Португалии.

## История
Группа была сформирована в 1982 году и стала известной благодаря таким песням, как «Steel Pulse», «Black Uhuru» и «Burning Spear». В 1993 году, сингл «Hey You» получил серьёзную ротацию в Германии, Польше и Бельгии. Umoya стала самой популярной и успешной регги-группой в Германии в течение целого десятилетия. На протяжении многих лет группа продолжала удивлять европейских поклонников и выпустила несколько компакт-дисков, кассет и виниловых-альбомов, а также несколько сборников. Их новый альбом «Two Decades» (2004) сильно повлиял на европейскую регги-сцену, и поднял жанр регги на новую высоту.

## Дискография

### Альбомы
- 1993 Overdue
- 1999 Mixed Mode (promo)
- 2004 Two Decades

### Синглы
- 1990 Cinderella
- 1993 Hey You
- 1993 Hey You (Club Remixes)
- 1993 The Children
- 1994 Hey See De Rastaman
- 1994 Hey See De Rastaman (Dance Remixes)